# Ahmadiyye Jabrayilov
Ahmadiyye Mikayil oglu Jabrayilov (1920-1994) – activista de la resistencia francesa, soldado soviético, el héroe nacional azerbaiyano, también conocido como Akmed Michel.

## Biografía
Ahmadiyye Jabrayilov nació el 22 de septiembre de 1920 en aldea Okhud de raión Sheki. En 1941 él comenzó servir en el Ejército Soviético. En el otoño de 1942, Ahmadiyye Jabrayilo v se convirtió en un luchador del Escuadrón 4 de Frontières del Departamento de Francia de Garona. Después de la guerra fue premiado con el orden Legión de Honor.
A partir del año de 1960, Ahmadiyye fue miembro del Partido Comunista de la Unión Soviética .

En 1970 Ahmadiyye Jabrayilov se graduó de la Universidad Agraria Estatal de Azerbaiyán.

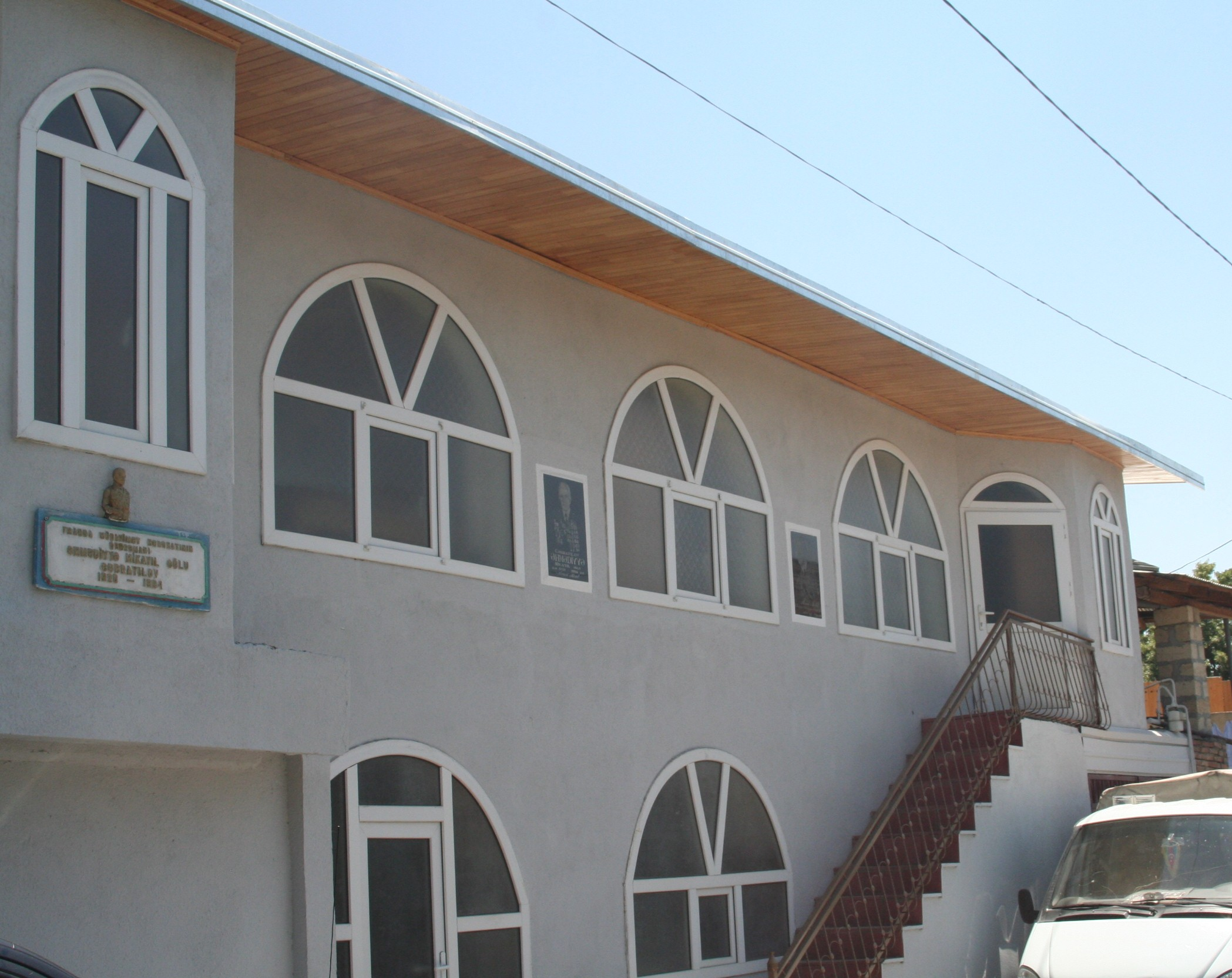
La casa-museo de Ahmadiyye Jabrayilov en Sheki

En 1985 Ahmadiyye fue premiado con el Orden de la Guerra Patria. También él Ahmadiyye fue premiado con el Orden de la Bandera Roja del Trabajo y Orden de la Revolución de Octubre.
Ahmadiyye Jabrayilov murió el 11 de octubre de 1994 en un accidente de tránsito en Sheki.
Hijo de Ahmadiyye Jabrayilov - Mikayil Jabrayilov es uno de los primeros héroes nacionales de Azerbaiyán. Él murió en las batallas de Nagorno-Karabaj.

### Memoria
En 1975 por el director azerbaiyano Khamiz Muradov fue filmada la película Héroe de Francia.
Hijo - Javanshir Jabrayilov organizó en Sheki una casa-museo de Ahmadiyye Jabrayilov.
El 11 de agosto de 2020 el Presidente de la República de Azerbaiyán Ilham Aliyev firmó una orden sobre el 100.º aniversario del héroe nacional Ahmadiyye Jabrayilov en septiembre de 2020.